# Teresa (película de 2023)
Teresa es una película dramática dirigida por Paula Ortiz basada en la obra La lengua en pedazos de Juan Mayorga y protagonizada por Blanca Portillo y Greta Fernández como el personaje principal frente a Asier Etxeandia, el Inquisidor.

## Sinopsis
Teresa espera paciente la llegada del Inquisidor para ser juzgada. De su visita y de sus palabras dependerá su futuro: libertad, cárcel o la hoguera. Adaptación de la obra de teatro La lengua en pedazos, de Juan Mayorga, basada en la figura de Santa Teresa de Jesús, también conocida como “Santa Teresa de Ávila”.

## Reparto
- Blanca Portillo como Teresa
- Greta Fernández como Teresa (joven)
- Ainet Jounou como Teresa (niña)
- Asier Etxeandia como Inquisidor
- Consuelo Trujillo como Guiomar
- Cayetano Fernández como Antonio joven
- Luis Bermejo como Monje torcido
- Claudia Traisac como Juana
- Urko Olazabal como Padre de Teresa
- Julia de Castro como Madre de Teresa
- Míriam Escurriola como Ser del infierno
- Núria Florensa como Monja
- Miriam Moukhles como Ser del infierno

## Producción
El guion es una adaptación de la obra de Juan Mayorga La lengua en pedazos, que a su vez fue desarrollada por Mayorga a partir de fragmentos de El libro de la vida de Teresa de Ávila, escrito por la mística hacia 1588. La película fue producida por Bluebird Films, Inicia Films y La Lengua en Pedazos AIE junto a Nu Boyana Portugal, y contó con la participación de RTVE, Orange y Aragón TV y financiación del ICAA e ICEC. Los lugares de rodaje incluyeron Jaca.

## Estreno
La película se proyectó fuera de competición en la 68.ª edición del Festival Internacional de Cine de Valladolid (Seminci) en octubre de 2023. Distribuida por BTeam Pictures, su estreno en cines en España se fijó para el 24 de noviembre de 2023.

## Premios
| Fecha | Premio         | Categoría                 | Recipiente      | Resultado | Ref. |
| ----- | -------------- | ------------------------- | --------------- | --------- | ---- |
| 2024  | Premios Feroz  | Mejor Ficción             | Paula Ortiz     | Nominada  |      |
| 2023  | Premios Forqué | Mejor actriz protagonista | Blanca Portillo | Nominada  |      |